# Cormoran géorgien
Leucocarbo georgianus
Espèce
Le Cormoran géorgien (Leucocarbo georgianus) est une espèce d'oiseaux de la famille des Phalacrocoracidae. Elle était et est encore souvent considérée comme une sous-espèce du Cormoran impérial (L. atriceps).

## Répartition
Cet oiseau vit en Géorgie du Sud-et-les Îles Sandwich du Sud et sur les îles Orcades du Sud.